# Thomisus duriusculus
Thomisus duriusculus är en spindelart som först beskrevs av Tord Tamerlan Teodor Thorell 1877.  Thomisus duriusculus ingår i släktet Thomisus och familjen krabbspindlar.
Artens utbredningsområde är Sulawesi. Inga underarter finns listade i Catalogue of Life.